# سيفيرو أوتشوا

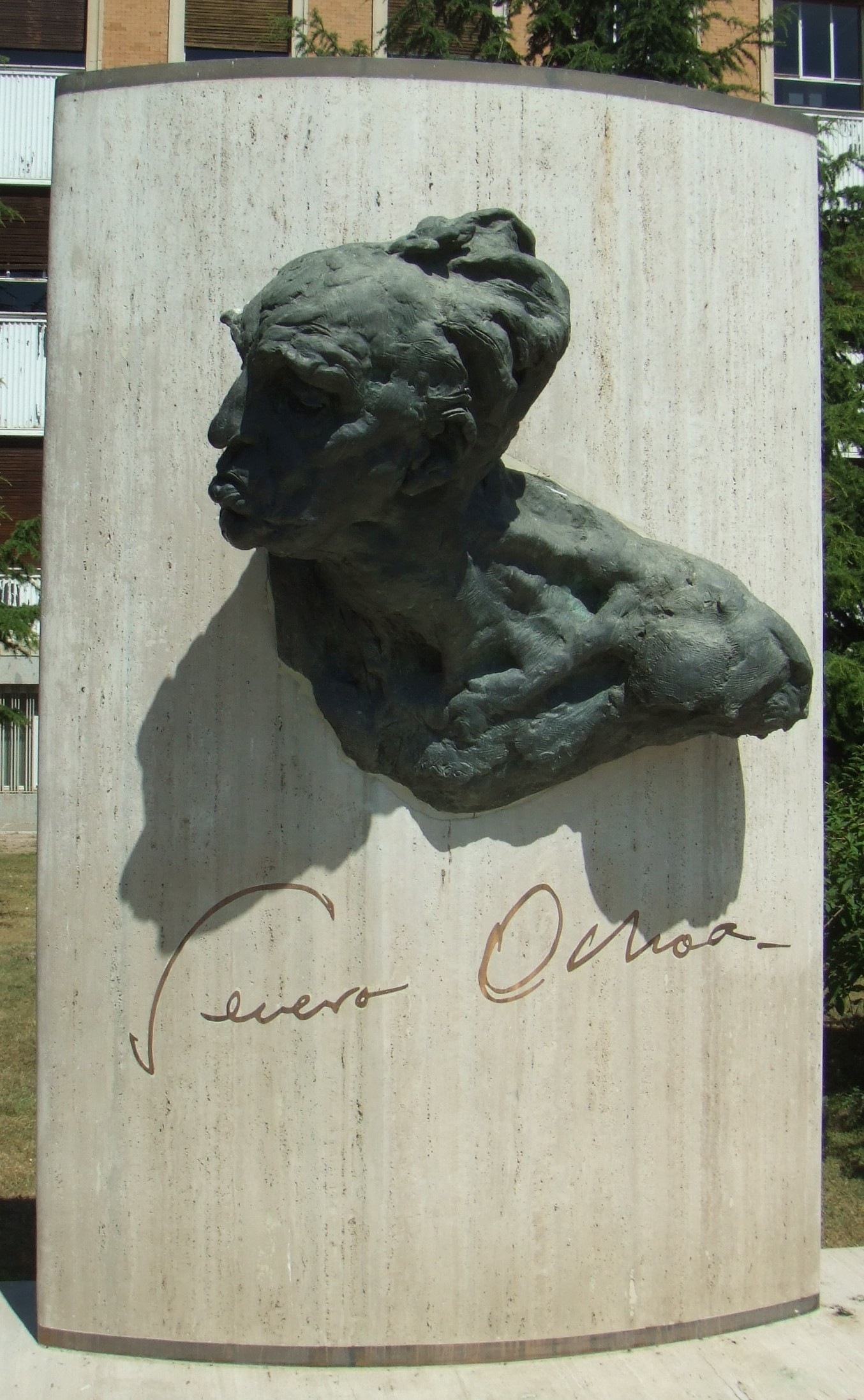
نصب تذكاري يمثل سيفيرو أوتشوا خارج مدرسة الطب بجامعة كومبلوتنس في مدريد

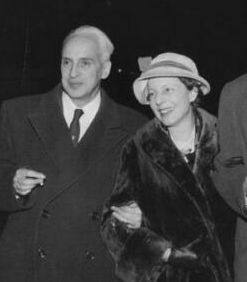
أوتشوا مع زوجته كارمن غارسيا كوبيان ، في السويد ، 1959

سيفيرو أوتشوا (Severo Ochoa) ـ (24 سبتمبر 1905 ـ 1 نوفمبر 1993) كان طبيباً وعالم كيمياء حيوية إسبانيًا حصل لاحقاً على الجنسية الأمريكية، تحصل على  جائزة نوبل في الطب لعام 1959 مناصفة مع آرثر كورنبرغ.

## روابط خارجية
- سيفيرو أوتشوا على موقع الموسوعة البريطانية (الإنجليزية)
- سيفيرو أوتشوا على موقع مونزينجر (الألمانية)
- سيفيرو أوتشوا على موقع إن إن دي بي (الإنجليزية)